# St. Laurentius (Kürmreuth)
Die Simultankirche St. Laurentius im Ortszentrum von Kürmreuth (Am Schloß 4; Am Schloß 1) in der Oberpfälzer Marktgemeinde Königstein steht römisch-katholischerseits unter dem Patrozinium des heiligen Laurentius von Rom.

## Geschichte

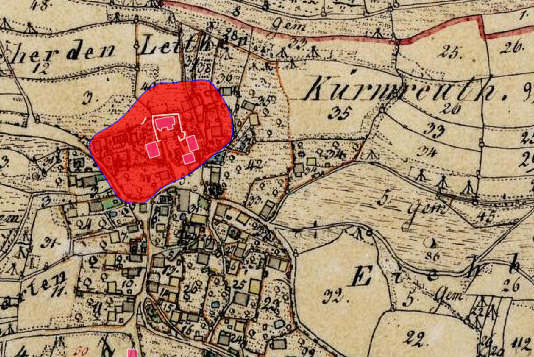
Lageplan der Burg Kürmreuth

Kürmreuth („Churbenriut“) wird als Bamberger Ministerialensitz erstmals 1121 erwähnt. Die Burg Kürmreuth lag auf einem nach drei Seiten steil abfallenden Dolomitfelsen unmittelbar neben der Kirche St. Laurentius, die Teil der Befestigungsanlage war. Die sehr alte Kirche ist vermutlich Mitte des 13. Jahrhunderts erbaut worden.  In ihrem Ursprung wurde sie wahrscheinlich bereits im 12. Jahrhundert als Kapelle des damaligen Burgherrn errichtet. Ihre jetzige Form stammt aus der Zeit der Spätgotik, also aus dem 14. oder 15. Jahrhundert. Das Langhaus ist bezeichnet mit "1786".
St. Laurentius ist eine der 49 Simultankirchen im ehemaligen Herrschaftsgebiet des Pfalzgrafen Christian August von Pfalz-Sulzbach. Er führte ab 1652 das Simultaneum, also die Nutzung einer Kirche durch Evangelische und Katholische ein. Da auch die Einkünfte des Pfarrers halbiert wurden, reichten sie nicht mehr für seinen Unterhalt aus. Damit war das Ende des Pfarrsitzes Kürmreuth besiegelt. Katholischerseits ist Kürmreuth eine Filiale von Königstein, die evangelische Kirchengemeinde hingegen schloss sich Edelsfeld an.
2010 wurde die Simultankirche einer umfassenden Innen- und Außensanierung unterzogen.

## Baubeschreibung
Die Anlage wird unter der Aktennummer D-3-71-135-26 als denkmalgeschütztes Baudenkmal von Königstein (Oberpfalz)Kürmreuth verzeichnet und wird folgendermaßen beschrieben:
Simultankirche St. Laurentius: Chorturmkirche, verputzter Massivbau mit Walmdach, Turm mit einseitig abgewalmtem Satteldach und südlichem Vorzeichen, südlicher Sakristeianbau gotisch, mit eingezogenem, quadratischem, spätgotischem Chor, das Langhaus bezeichnet mit "1786"; mit Ausstattung
Friedhofsmauer mit Schießscharten, Rest der ehemaligen Befestigung, 15./16. Jahrhundert 

## Wehrcharakter
Im 19. Jahrhundert wurde die Burg Kürmreuth bis auf die noch vorhandenen Reste abgetragen. Erhalten ist die Wand eines Gebäudes sowie die Wehrmauern der Kirchenbefestigung, vermutlich die frühere Ringmauer. Diese Kirchhofmauer besitzt noch mehrere Schlüsselscharten, auch ein Rundturm der Befestigung ist noch erhalten. Der Turm der Kirche besitzt ebenfalls Wehrcharakter und ist aus dem Bergfried der Burg entstanden.